# Tapinoma annandalei
Tapinoma annandalei (лат.) — вид муравьёв подсемейства долиходерины (Dolichoderinae). Индия, Шри-Ланка.

## Описание
Мелкие муравьи желтовато-коричневого цвета (солдаты около 3 мм, мелкие рабочие 1,3—1,5 мм). Голова в полтора раза длиннее ширины, такая же широкая спереди, как и сзади, с прямыми, параллельными боками, очень слабо выпуклым задним краем и закругленными задними углами; в профиль такая же высокая спереди, как и сзади, с прямыми спинным и гулярным контурами. Глаза маленькие, плоские или даже слегка вогнутые, эллиптические, с примерно дюжиной фасеток в наибольшем продольном диаметре, расположены непосредственно перед срединной третью головы. Мандибулы крупные и выпуклые, с равномерно дугообразными наружными границами, апикальные границы с девятью или десятью крупными, чередующимися крупными и мелкими зубцами. Клипеус более чем в три раза шире длины, высокий и усеченный спереди, с каждой стороны с косым, тупым, несколько двулопастным гребнем или выступом, передняя граница почти прямая посередине, тупо выступает на каждом углу. Лобные кили несколько дальше друг от друга, чем расстояние каждого из них от боковой границы головы. Лобная область довольно нечеткая, крупная и треугольная; лобная борозда отсутствует. Усики изогнуты в основании, слегка утолщены апикально, их кончики достигают только задних двух пятых сторон головы; членики жгутика отчетливо расширены к вершине; первый членик несколько более чем вдвое длиннее ширины, членики 2—10 несколько шире длины, второй значительно меньше и поперечнее третьего, десятый почти такой же длины, как ширина.

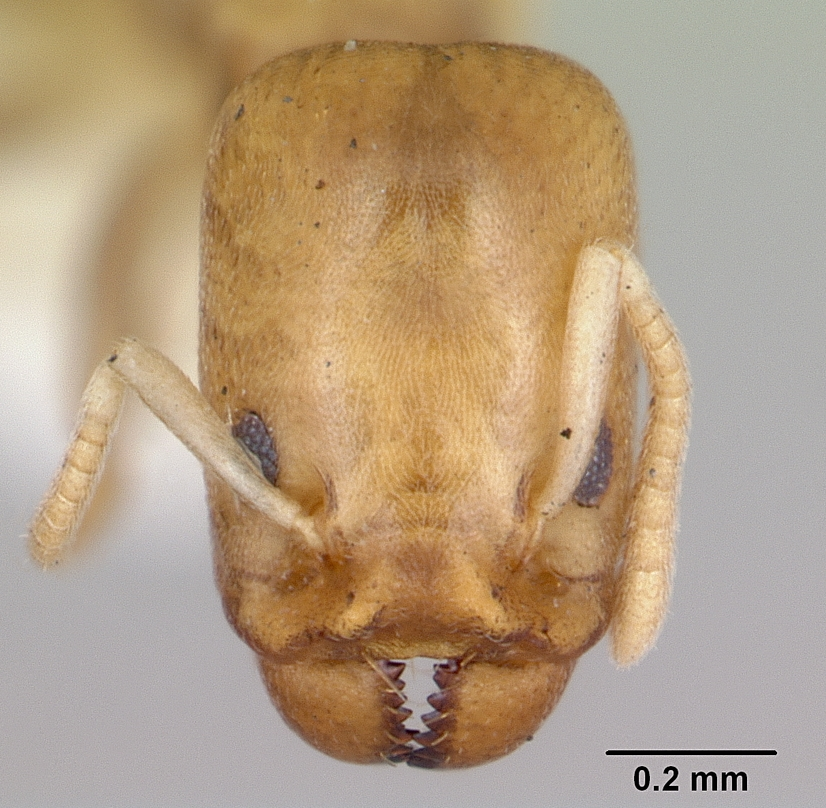
Солдат
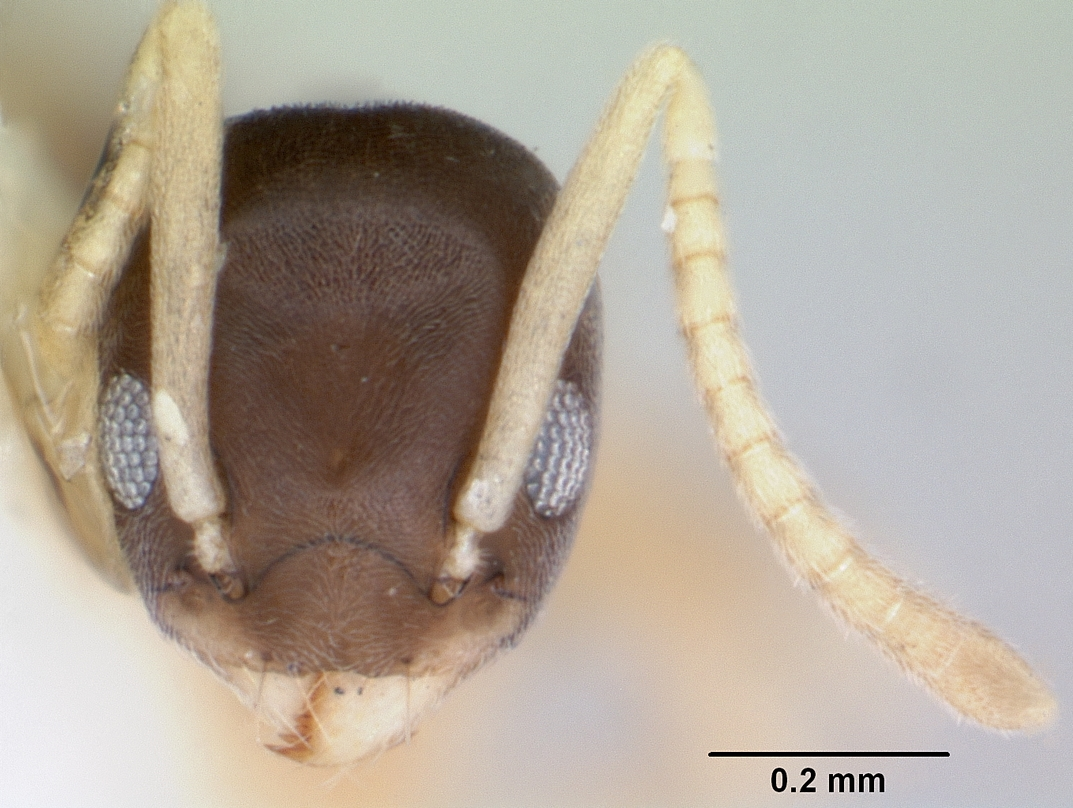
Рабочий
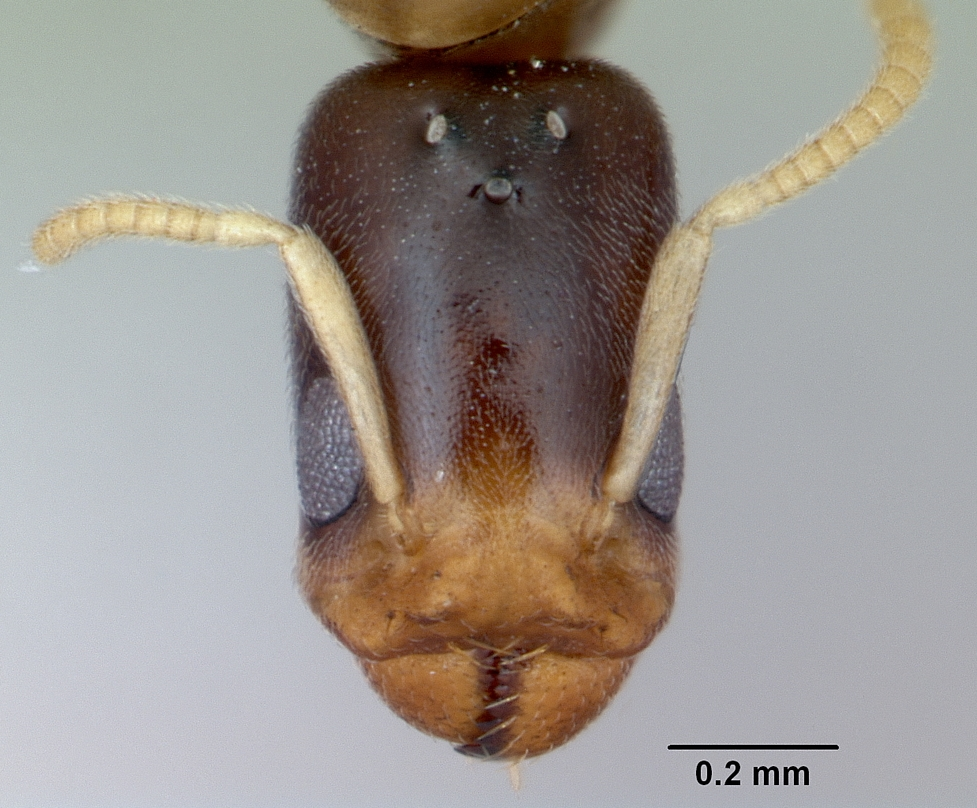
Самка
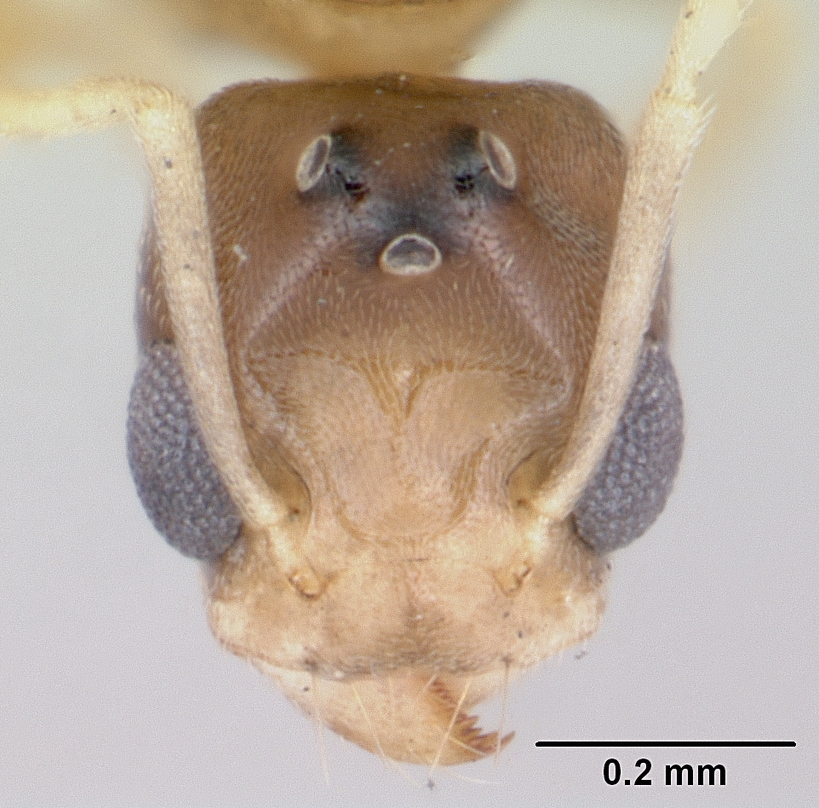
Самец

Грудь короткая, с мощными про- и мезонотумом, но значительно более узкая, чем голова; пронотум шире длины, выпуклый, с округлыми плечиками; мезонотум также выпуклый сверху и несколько возвышается над пронотумом, почти такой же ширины, как длина, сужен сзади к отчетливому, но неглубокому мезоэпинотальному вдавлению. Эпинотум длиннее ширины, с прямоугольным вентральным контуром, более узкий, чем передняя часть мезонотума, в профиль с коротким основанием и длинным наклонным и довольно плоским склоном. Петиоль субпрямоугольный, немного шире длины.
Заднегрудка округлая без проподеальных шипиков. Нижнечелюстные щупики 6-члениковые, нижнегубные щупики состоят из 4 сегментов. Стебелёк между грудкой и брюшком состоит из одного сегмента (петиоль).

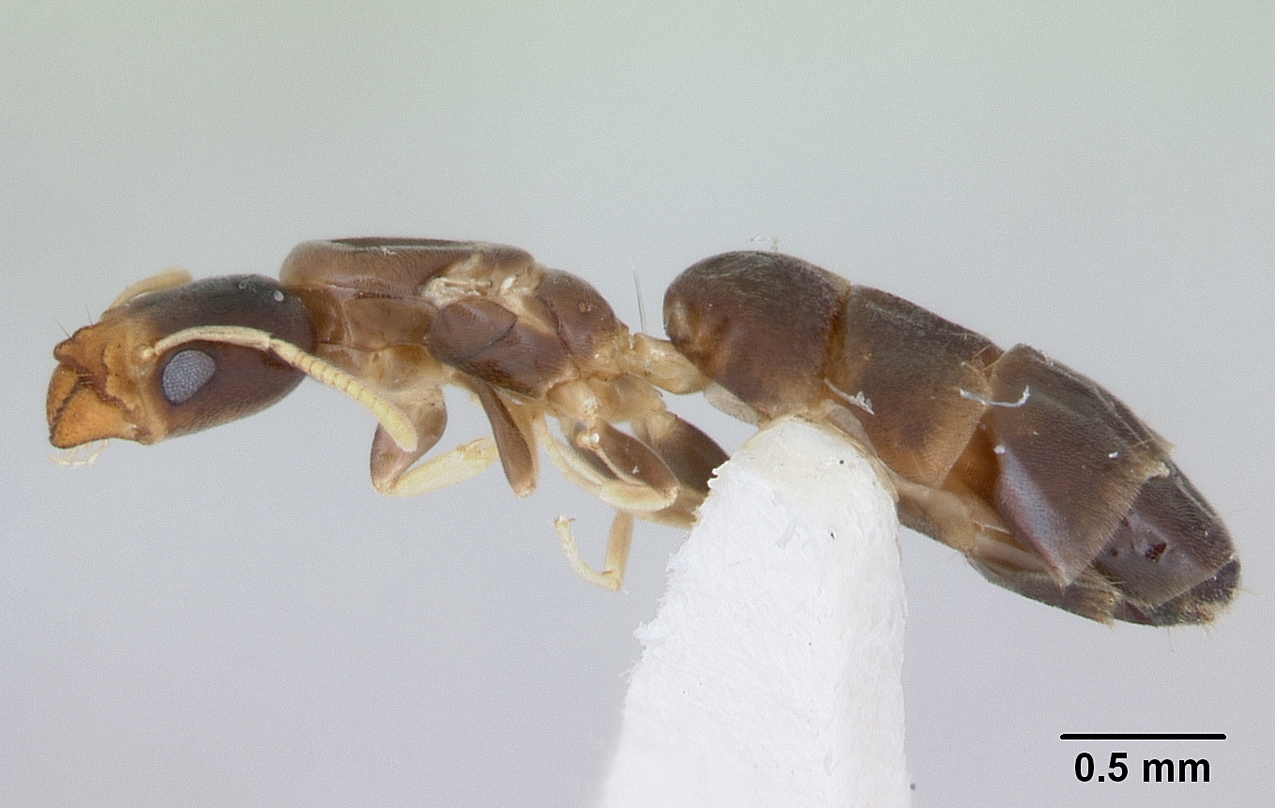
Матка
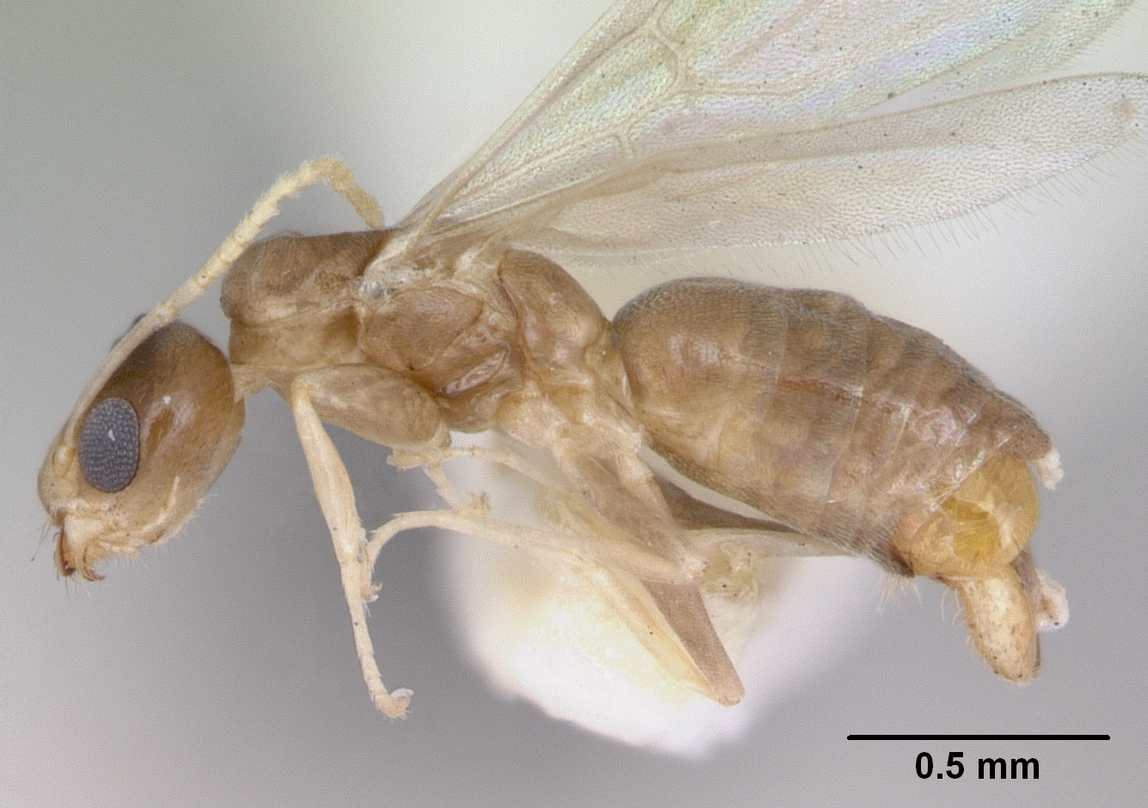
Крылатый самец
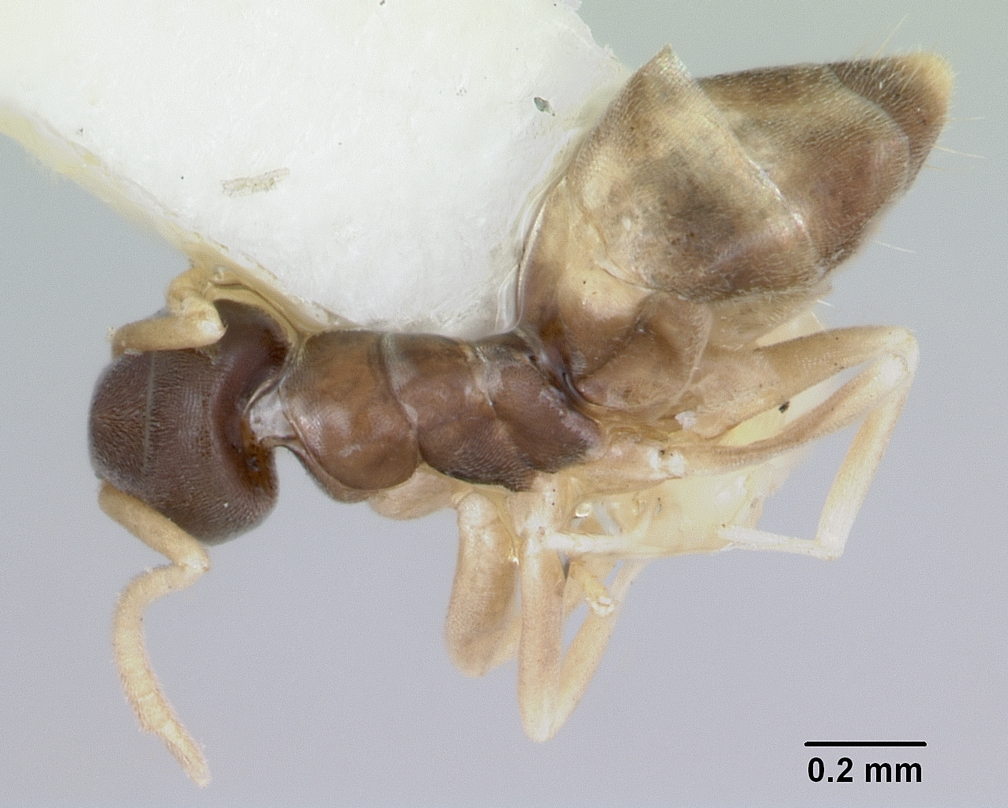
Рабочий
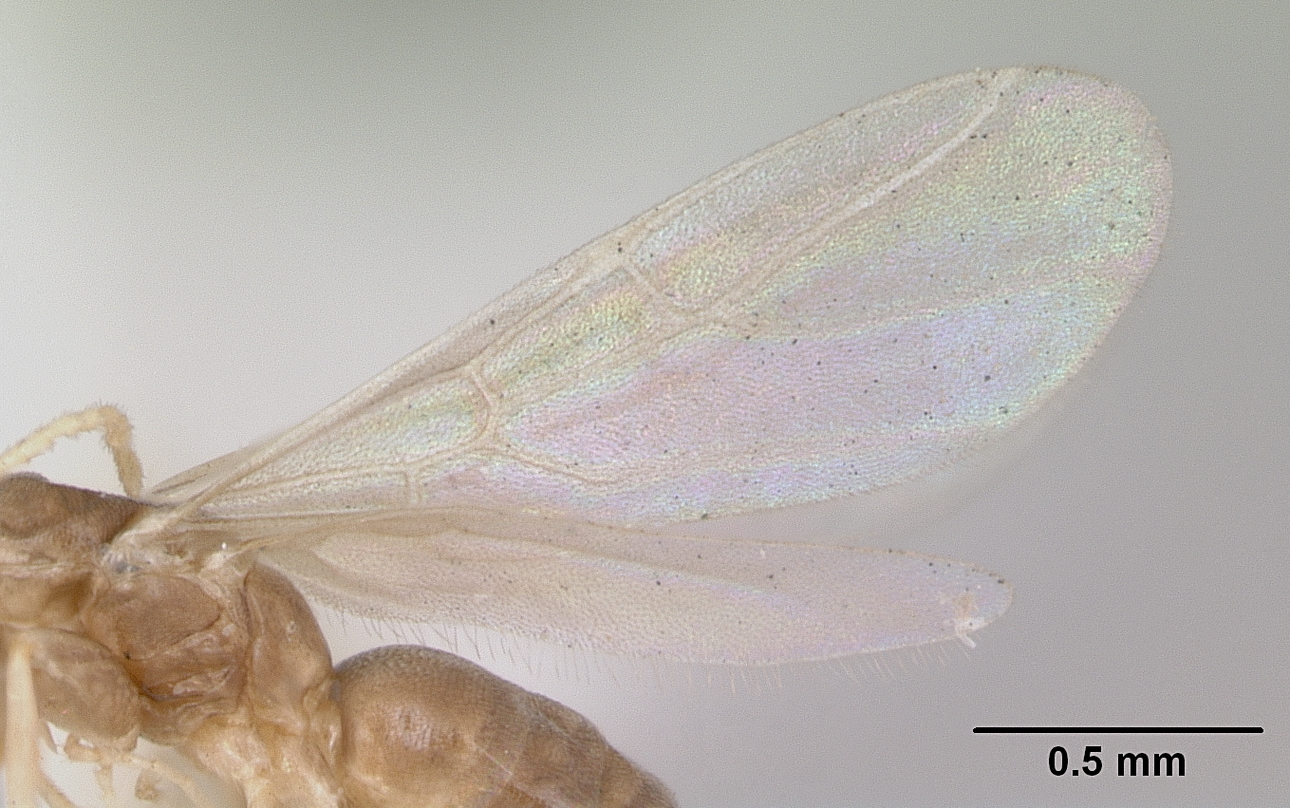
Крыло самца

Вид Tapinoma annandalei был впервые описан в 1928 году американским мирмекологом Уильямом Мортоном Уилером по материалам (рабочие и солдаты), собранным Dr. N. Annandale на дереве Pongamia на Barkuda Island (Chilka Lake, Orissa) под названием Zatapinoma annandalei Wheeler W.M. 1928.